# 石垣島天文台

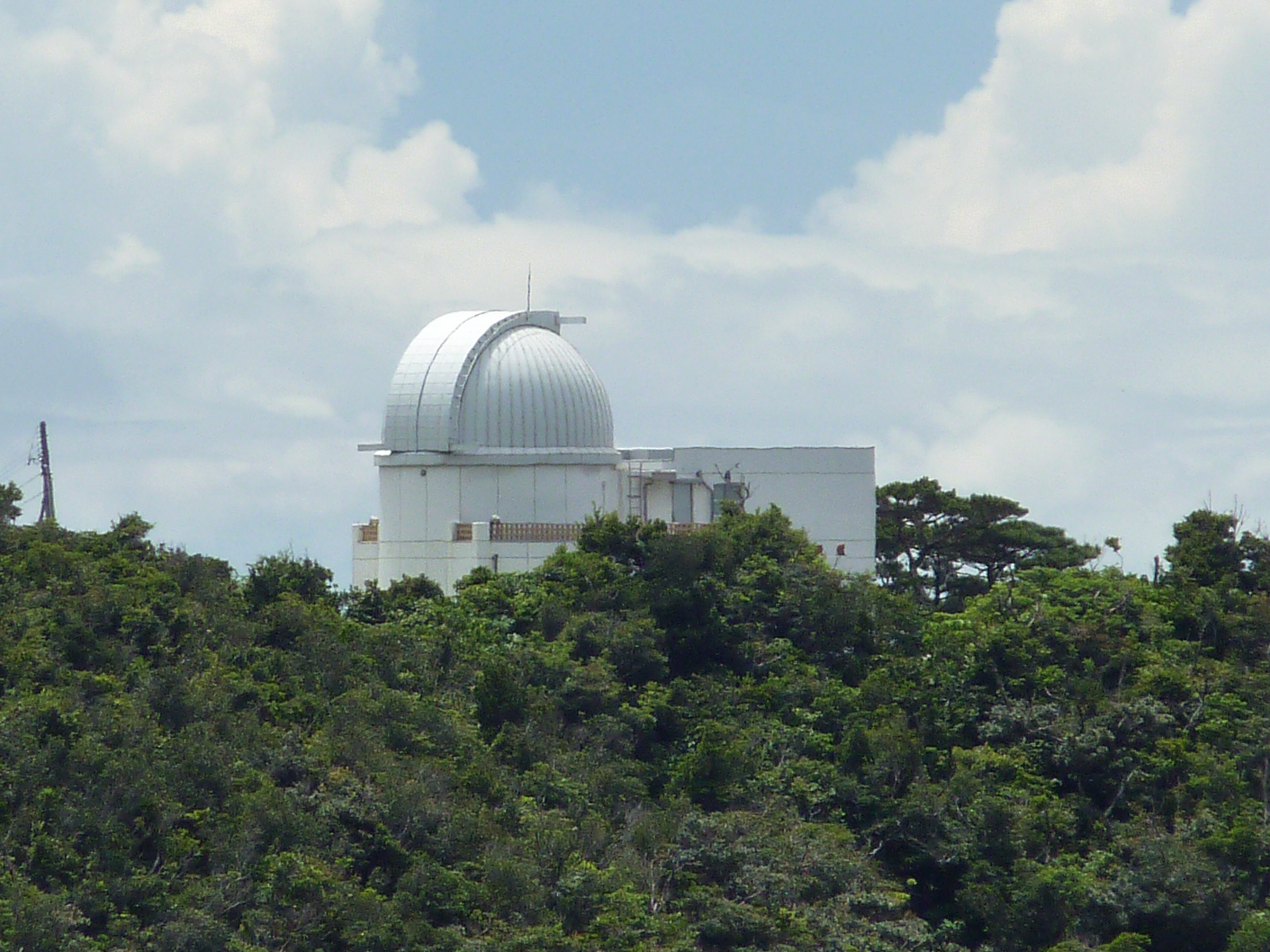
石垣島天文台

石垣島天文台（いしがきじまてんもんだい）は、沖縄県石垣市にある天文台。自然科学研究機構国立天文台、石垣市、石垣市教育委員会、特定非営利活動法人八重山星の会、沖縄県立石垣青少年の家、琉球大学の6者で構成する協議会によって運営される天文台である。

## 概要

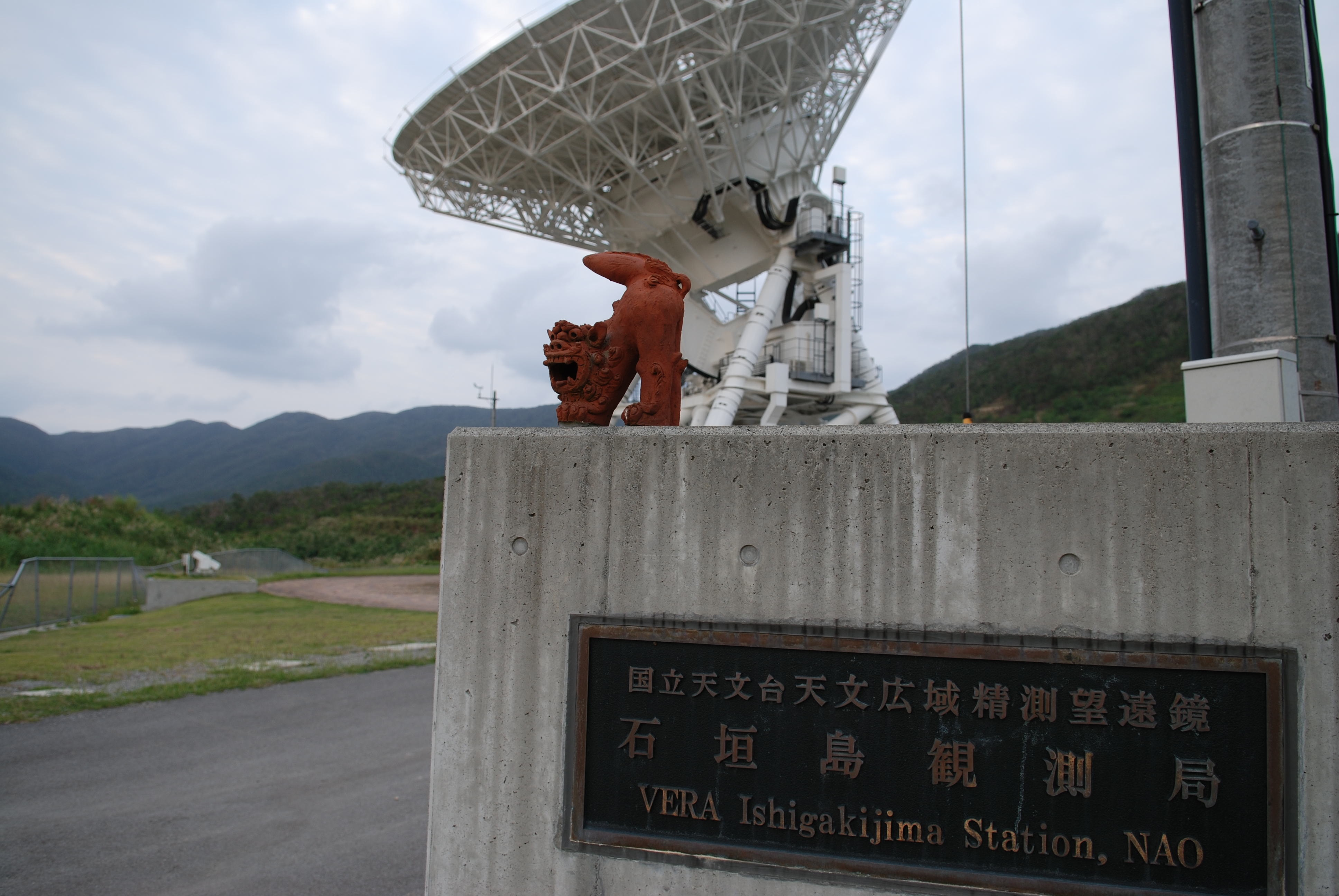
VERA石垣島局

連携という新しい形態での運営によって、生涯教育や学校教育、さらにはアマチュア観測家との連携も踏まえた活動を推進することを目的に設置された。昼間の見学は自由であり、夜間には天体観望会が行われる（#公開種別参照）。また、緯度が低く、黄道が高いため、一般観望時間以外は、惑星科学や太陽系天体を中心に観測が行われている。
大型の光学赤外線反射望遠鏡が設置・運用される観測研究施設としては、日本最西端かつ最南端に位置している。望遠鏡の口径は105cmであり、光学望遠鏡としては九州・沖縄地方で最大である。
石垣島には、当天文台の他に、名蔵地区に国立天文台水沢VLBI観測所の観測点の一つであるVERA石垣島局が設置されており、相対超長基線電波干渉法（VLBI）による観測が行われている。銀河系の精密マップを作成するための観測を中心に、地殻変動等を精密に捉え、日本全体におけるプレート移動等の観測も実施している。

## 沿革
石垣島における天体観測施設は、20m電波望遠鏡を有する国立天文台VERA石垣島局が設置されたことに始まった。当初のVERAは岩手県奥州市水沢区と石垣島にそれぞれ2-4基の電波望遠鏡を置く計画であったが、1980年代初めに野辺山宇宙電波観測所に45mミリ波電波望遠鏡が完成しJ-Net（日本全土をカバーするVLBI観測網）による観測が始まると、その成果やVLBI関連の技術の進展を取り入れて、現在の4局から成るシステムが構想された。しかし、当初予算で認められたのは、水沢、入来、小笠原の3局のみであり、石垣島局はこれらの3局に1年遅れて、2002年3月に開設された。
その後、石垣市民や八重山星の会からの要請を受け、国立天文台は2004年5月に石垣島に光・赤外線望遠鏡を設置することを決定し、公表した。そして、2006年3月、前勢岳の山頂に石垣島天文台が開設され、同年4月1日から一般公開された。
同天文台は、開設から約半年後の2006年9月15日から16日にかけて八重山諸島を襲った台風13号により甚大な被害を受けたため、昼間の施設公開と夜間の星空観望会が停止されたが、2007年4月1日に復旧し一般観望を再開した。入館者は2007年7月8日に1万人、2010年2月21日に3万人を達成。
2013年には、4D2U（4次元デジタル宇宙）を上映するシステムと口径40cm赤道儀式望遠鏡等を備えた「星空学びの部屋」が増築され、7月4日から一般公開されている。

## 施設
- 8m直径のドームを備えた観測施設
  - 観測室
  - 研究室
  - 望遠鏡ドーム
- 星空学びの部屋

### 天体望遠鏡
愛称は「むりかぶし」。これは、沖縄方言で「すばる」（プレヤデス星団）を意味する。
105cm光学・赤外反射望遠鏡（西村製作所製）
- 性能
  - 光学系：リッチー・クレチアン反射式
  - 有効口径：105cm
  - 合成口径比：F12
  - 焦点系：
    - カセグレイン焦点（研究用） - 冷却CCDカメラを搭載し、天体を測光する際に用いられる。
    - ナスミス焦点1（観望用） - 観望会等で天体観望を行う際に覗く焦点。
    - ナスミス焦点2（研究用） - 分光器などを設置して分光観測を行う焦点。

  - 架台：経緯台方式
  - 制御：自動制御
  - 観測時駆動範囲：高度角 15-88度角、方位角 真南±270度角
  - ドーム直径：8m 観測時は望遠鏡に自動追尾

観望用焦点は、通常の接眼部と同じ接眼レンズが取り付けられ、自動制御による観望が可能な設計になっている。研究用焦点には、3色同時測光カメラなどの機器が取り付けられる。

## 観測所の利用状況

### 研究観測
- 主として惑星や彗星、小惑星など太陽系内天体の観測を実施[16]。
- 突発天体現象観測も実施しており、国際的な観測ネットワークを通じたガンマ線バーストの確認観測を実施[16]。

### 一般観測
- 八重山星の会によって、口径を生かした惑星・星雲・星団の肉眼観測。一般観望会の解説も担当。

## 場所
- 〒907-0024 沖縄県石垣市新川（あらかわ）1024-1
- 交通：石垣空港から車で40分[17]。公共交通はないので、自家用車又はタクシー等を利用する必要がある。

## 公開種別
- 施設見学（無料・予約不要。月曜日、火曜日は休館日（ただし、祝日は開館し水曜日に休館）。10:00〜17:00。）[2]
- 4D2U上映会（無料・予約必要。開館日の15:00〜15:30）
- 天体観望会（無料・予約必要。土曜日、日曜日、祝日に実施。事前申し込み30名程度[注 2]の定員制で、2交代制：19:30〜20:00、20:30〜21:00。時間帯は季節毎に変わる。）[2]
- 美ら星ガイドツアー（有料・予約必要。平日に実施。20:30〜21:30。天体観望会及び4D2U鑑賞。）[2]

玄関からドームまでバリアフリーを導入しており、車椅子使用者も望遠鏡まで来て観望できるようになっている。

## 当天文台及びVERA石垣島局に関連する天体
- むりかぶし (小惑星) - 小惑星番号13989番の小惑星。関勉により発見され、「むりかぶし望遠鏡」にちなみ命名された[18]。
- あやぱに (小惑星) - 2008年に石垣島天文台主催の研究体験会に参加した高校生が発見した小惑星[19]。
- 石垣 (小惑星) - 小林隆男により発見され、国立天文台の提案で、VERA局の所在地であることに因んで名付けられた[20]。